# GD 362
GD 362是一顆距離地球約150光年的白矮星，位於武仙座。  

## 研究
2004年對GD 362的光譜觀測顯示和其他白矮星相較，有相對較豐富的金屬存在於它的大氣層中。因為白矮星的強大重力場可以使重元素快速移動到大氣層底部，這代表它的大氣曾被外來的金屬來源汙染。2005年紅外線測光觀測結果顯示有一個體積相當於土星環的塵埃環存在於該白矮星周圍，解釋了大氣層金屬汙染來源。
2006年時班傑明·朱克曼、麥可·朱拉等天文學家使用凱克望遠鏡獲得了GD 362的高解析度電磁波譜影像，發現大氣層內的重元素聚集模式類似地球－月球系統。該團隊的結論認為GD 362的塵埃環和大氣層汙染是因為一顆直徑約200公里的岩石小行星在10萬到100萬年前因為潮汐力而被粉碎。如果是這樣的話，光譜將會顯示這顆小行星的成分將類似地球的地殼，並顯示它在形成紅巨星以前周圍有一顆類地球行星存在。
GD 362大約在9億年成為白矮星。

## 外部連結
- Universe Today, Dead Star Found Polluted By Earthlike Planet（页面存档备份，存于）
- Astronomy Now, Doomed planet may have been drenched in water（页面存档备份，存于）